# Liste der Kulturdenkmäler in Erbach (Hunsrück)
In der Liste der Kulturdenkmäler in Erbach sind alle Kulturdenkmäler der rheinland-pfälzischen Ortsgemeinde Erbach aufgeführt. Grundlage ist die Denkmalliste des Landes Rheinland-Pfalz (Stand: 27. Oktober 2023).

## Einzeldenkmäler
| Bezeichnung                                | Lage             | Baujahr | Beschreibung         | Bild            |
| ------------------------------------------ | ---------------- | ------- | -------------------- | --------------- |
| Katholische Kirche St. Johannes der Täufer | Hauptstraße Lage | 1730    | Bruchsteinsaal, 1730 | Fotos hochladen |